# Giorgio Scalvini
Giorgio Scalvini (ur. 11 grudnia 2003 w Chiari) – włoski piłkarz, grający na pozycji obrońcy we włoskim klubie Atalanta BC oraz w reprezentacji Włoch.

## Kariera klubowa
Treningi piłki nożnej rozpoczął w ASD Palazzolo, z którego w wieku 10 lat trafił do Brescii, a w 2015 roku trafił do Atalanty. W Serie A zadebiutował 24 października 2021 w zremisowanym 1:1 meczu z Udinese Calcio. 22 stycznia 2022 po raz pierwszy zagrał w podstawowym składzie w zremisowanym 0:0 meczu z Lazio, a 18 kwietnia 2022 w przegranym 1:2 spotkaniu z Hellasem Verona strzelił pierwszego gola. Łącznie w sezonie 2021/2022 wystąpił w 18 meczach ligowych (w tym 9 w podstawowym składzie) oraz 2 spotkaniach Ligi Europy, a także w jednym meczu Pucharu Włoch. Atalanta zakończyła rywalizację w lidze na ósmym miejscu z 59 punktami, z Pucharu Włoch odpadła w ćwierćfinale po porażce 2:3 z Fiorentiną, natomiast z Ligi Europy została wyeliminowana przez RB Leipzig po porażce 1:3 w dwumeczu (1:1 i 0:2). W sezonie 2022/2023 Scalvini wystąpił w 32 meczach ligowych, w których strzelił 2 gole oraz w 2 spotkaniach Pucharu Włoch. Atalanta zakończyła rozgrywki ligowe na piątym miejscu z 64 punktami, a z Pucharu Włoch odpadła w ćwierćfinale po porażce 0:1 z Interem Mediolan.

## Kariera reprezentacyjna
Młodzieżowy reprezentant Włoch w kadrach od U-15 do U-21. W styczniu 2022 po raz pierwszy otrzymał powołanie do seniorskiej reprezentacji, jednakże z powodu kontuzji na zgrupowanie nie pojechał. W kadrze zadebiutował ostatecznie 14 czerwca 2022 w przegranym 2:5 meczu Ligi Narodów z Niemcami.

## Styl gry
Jest silnym i wysokim zawodnikiem, który dobrze gra w powietrzu. Jako obrońca sprawdza się zarówno w ustawieniu z trzema, jak i czterema obrońcami, ale może też grać w pomocy. Cechuje się także inteligencją taktyczną i wyczuciem pozycji. Za swoją inspirację piłkarską uważa Thiago Silvę.